# Valentina Carnelutti
Valentina Carnelutti (Milano, 6 febbraio 1973) è un'attrice, regista e doppiatrice italiana.

## Biografia
Figlia dell'attore veneziano Francesco Carnelutti, ha lavorato con registi come Marco Tullio Giordana (La meglio gioventù), Theo Angelopoulos (La polvere del tempo), Paolo Virzì (Tutta la vita davanti e La pazza gioia per il quale è stata Finalista al Nastro d’Argento oltre che candidata al David di Donatello), Citto Maselli (Le ombre rosse), Angelo Orlando (Sfiorarsi), Carlo Lavagna (Arianna per il quale è stata Finalista al Nastro d’Argento) e molti altri. Ha girato con Theo Angelopoulos e Ridley Scott, Andrea Caccia e Giovanni Maderrna, Andrea Segre e Duccio Chiarini solo per citarne alcuni. In televisione è stata protagonista di diverse serie tra cui Squadra Antimafia in cui interpreta il ruolo della politica corrotta Veronica Colombo, Rosy Abate e il più recente Cinque minuti prima.
In teatro ha lavorato con, tra gli altri, Angelo Orlando, Giuseppe Bertolucci, Peter Sellars, Damir Todorovic, oltre a scrivere e dirigere lei stessa diverse pièces : Tutta la mia confusione, As it is e il più recente Non ho altro da aggiungere (presentato in anteprima al Festival di Internazionale a Ferrara 2015). È autrice della sceneggiatura Sfiorarsi (Angelo Orlando, 2005 finanziato dal Mibac) e del cortometraggio Recuiem che ha anche prodotto e diretto (Miglior Film al Festival di Torino 2013 e Finalista ai Nastri d’Argento 2014).
Come regista ha diretto il documentario Melkam Zena – Buone Notizie, prodotto da Action Aid, il videoclip per il singolo di Francesco Tricarico Le conseguenze dell’ingenuità oltre a Recuiem (vincitore di numerosi Festival Internazionali). È attrice per Rai Radio dal 1998. Oltre agli sceneggiati radiofonici (102 minuti a Ground Zero, Maigret, Futbol, Una strana coincidenza) collabora regolarmente con il programma Il terzo anello. Tra le sue letture quelle di Se questo è un uomo e La tregua di Primo Levi, I mandarini di Simone de Beauvoir.
Ha doppiato le protagoniste di diversi film, tra le quali Arta Dobroshi ne Il matrimonio di Lorna, Sarah Polley in La mia vita senza me, Charlotte Gainsbourg in Antichrist. Ha partecipato attivamente ad Animavì, il Festival internazionale di animazione poetica, nato nel 2016 a Pergola. Nella prima edizione ha ricoperto il ruolo di madrina, nell'edizione del 2017 anche quello di giurata.

## Filmografia

### Cinema
- Marta Singapore, regia di Barbara Melega - cortometraggio (1995)
- Mi sei entrata nel cuore come un colpo di coltello, regia di Cecilia Calvi (1998)
- Il mio West, regia di Giovanni Veronesi (1998)
- E allora mambo!, regia di Lucio Pellegrini (1999)
- L'amore imperfetto, regia di Giovanni Davide Maderna (2002)
- La meglio gioventù, regia di Marco Tullio Giordana (2003)
- Al cuore si comanda, regia di Giovanni Morricone (2003)
- Tu devi essere il lupo, regia di Vittorio Moroni (2005)
- Sfiorarsi, regia di Angelo Orlando (2006)
- Jimmy della collina, regia di Enrico Pau (2006)
- Manuale d'amore 2 - Capitoli successivi, regia di Giovanni Veronesi (2007)
- Caos calmo, regia di Antonello Grimaldi (2008)
- Tutta la vita davanti, regia di Paolo Virzì (2008)
- Un gioco da ragazze, regia di Matteo Rovere (2008)
- La polvere del tempo (I skoni tou chronou), regia di Theo Angelopoulos (2008)
- The Fakir of Venice, regia di Anand Surapur (2009)
- Una notte blu cobalto, regia di Daniele Gangemi (2009)
- Hertz, regia di Giovanni Sinopoli - cortometraggio (2009)
- Marpiccolo, regia di Alessandro Di Robilant (2009)
- Le ombre rosse, regia di Citto Maselli (2009)
- Il paese delle spose infelici, regia di Pippo Mezzapesa (2011)
- Carta bianca, regia di Andres Arce Maldonado (2013)
- The stuff of dreams, regia di Stefano Savona (2013)
- Arianna, regia di Carlo Lavagna (2015)
- Rocco tiene tu nombre, regia di Angelo Orlando (2015)
- Il silenzio, regia di Ali Asgari e Farnoosh Samadi – cortometraggio (2016)
- L'ombra di Caino, regia di Antonio De Palo (2016)
- La pazza gioia, regia di Paolo Virzì (2016)
- Lasciati andare, regia di Francesco Amato (2017)
- Il colore nascosto delle cose, regia di Silvio Soldini (2017)
- L'ordine delle cose, regia di Andrea Segre (2017)
- Il regalo di Alice, cortometraggio, regia di Gabriele Marino (2018)
- Maria Maddalena (Mary Magdalene), regia di Garth Davis (2018)
- Margini, regia di Niccolò Falsetti (2022)
- Per niente al mondo, regia di Ciro D'Emilio (2022)
- Per lanciarsi dalle stelle, regia di Andrea Jublin (2022)
- Rosaline, regia di Karen Maine (2022)
- L'uomo senza colpa, regia di Ivan Gergolet (2023)

### Televisione
- La squadra – serie TV (2000-2004)
- Un posto al sole – soap opera (2000-2001)
- Una donna per amico – serie TV, episodio 3x01 (2001)
- Il maresciallo Rocca – serie TV, episodio 4x05 (2003)
- Madre come te, regia di Vittorio Sindoni – film TV (2004)
- Revelations – miniserie TV, episodio Hour five (2005)
- Aldo Moro - Il presidente, regia di Gianluca Maria Tavarelli – miniserie TV (2008)
- Quo vadis, baby?, regia di Gabriele Salvatores – miniserie TV, episodio L'onore delle armi (2008)
- Coco Chanel, regia di Christian Duguay – miniserie TV (2008)
- R.I.S. 5 - Delitti imperfetti, regia di Fabio Tagliavia e Cristian De Mattheis – serie TV, 7 episodi (2009)
- Dov'è mia figlia?, regia di Monica Vullo – miniserie TV (2011)
- Amanda Knox (Amanda Knox: Murder on Trial in Italy), regia di Robert Dornhelm – film TV (2011)
- Rex – serie TV, episodio 4x09 (2011)
- Barabba, regia di Roger Young – miniserie TV (2013)
- Squadra antimafia – serie TV, 21 episodi (2013-2015) - Ruolo: Veronica Colombo
- Un mondo nuovo, regia di Alberto Negrin – film TV (2014)
- Saturday Night Fathers – serie TV, episodio 1x06 (2015)
- I Medici (Medici: Masters of Florence) – serie TV, episodi: 1x04, 1x05 (2016)
- Amore pensaci tu, regia di Francesco Pavolini e Vincenzo Terracciano – serie TV (2017)
- Rosy Abate - La serie, regia di Beniamino Catena – serie TV, episodio 1x05 (2017)
- Non mentire, regia di Gianluca Maria Tavarelli – miniserie TV (2019)
- L'amore strappato, regia di Ricky Tognazzi e Simona Izzo – miniserie TV (2019)
- Made in Italy, regia di Luca Lucini e Ago Panini - serie TV (2019)
- Mi hanno sputato nel milkshake, regia di Beppe Tufarulo e Carolina Cavalli – puntata pilota (2020)
- Il segno delle donne 2 - Angela e Luciana Giussani – Regia di Marco Spagnoli (2021)
- 5 minuti prima, regia di Duccio Chiarini – serie TV (2022)

## Riconoscimenti
- David di Donatello
  - 2017 -  Candidatura alla miglior attrice non protagonista per La pazza gioia[1].
- Nastro d'argento
  - 2016 - Candidatura alla miglior attrice non protagonista per Arianna
  - 2017 - Candidatura alla miglior attrice non protagonista per La pazza gioia[1].
  - 2018 -  Miglior attrice protagonista per il corto Il regalo di Alice[2]
- Sulmona Cinema Film Festival
  - 2006 - Miglior attrice per Jimmy della collina
- Chieti Film Fest
  - 2006 - Golden Dolphin alla miglior attrice per Tu devi essere il lupo (2005)

### Premi
- Gallio Film Fest
  - 2023 - Miglior attrice per L'uomo senza colpa
  - 2004 - Miglior attrice per Tu devi essere il lupo
- Poggio Mirteto Film Festival, Mirto d'oro per Tutta la vita davanti (2008)
- Invisible Film Fest, Miglior attrice e Miglior sceneggiatura per Sfiorarsi (2008)
- Bari Film Fest, Rising Star (2009)
- Clorofilla Film Fest, Miglior attrice per Sfiorarsi (2009)

## Regia
- Melkam Zena, mediometraggio (2012)
- ReCuiem, cortometraggio (2013)
- Le conseguenze dell'ingenuità, videoclip di Tricarico (2013)

## Teatro
- Mal de viver, di Fernando Pessoa, regia di Francesco Carnelutti (1989)
- Checoviana, tre opere di Anton Čechov, regia di Isabella Del Bianco (1993)
- La cimice, di Vladimir Majakovskij, regia di Valentino Orfeo (1994)
- La confessione, 20 momologhi, regia di Valter Manfré (1995)
- La signorina Julie, di August Strindberg, regia di Gianni Leonetti (1996)
- Paese di mare, di Natalia Ginzburg, regia di Gianfranco Calligarich (1997)
- La Maladie de la mort, di Marguerite Duras, regia di Francesco Carnelutti (1998)
- The Story of a Soldier, da igor Stravinskij, regia di Peter Sellars, Romaeuropa Festival (1999)
- Fairytaleheart, di Philip Ridley, regia di Massimiliano Farau (2000)
- Lunga notte di Medea, di Corrado Alvaro, regia di Geppy Gleijeses (2001)
- Monologo comico, regia di Angelo Orlando (2001)
- La magia di Spoon River, da Edgar Lee Masters, regia di Francesco Bonelli (2001)
- Casamatta vendesi, testo e regia di Angelo Orlando (2006)
- Good Body, di Eve Ensler, regia di Giuseppe Bertolucci (2007)
- An oak tree, di Tim Crouch, regia di Fabrizio Arcuri (2008)
- Sessione I - Antigone, regia di Andrea Caccia e Valentina Carnelutti (2008)
- Tutta la mia confusione, da Alda Merini, regia di Valentina Carnelutti (2011)
- As it is, di Valentina Carnelutti e Damir Todorovic (2012)
- Non ho altro da aggiungere, reading scenico di Valentina Carnelutti (2015)
- Ondina se neva, da testi di Ingeborg Bachmann (2020)

## Discografia
- What have you done, Falling like a stone, The morning, Amazing Grace (cover di Flavio Premoli), incluse nella colonna sonora di R.I.S. - Delitti imperfetti (2008).
- Conduction nº185/1, The perfect Spirit, di Butch Morris (2009).
- Post Romantic Empire (assolo con il gruppo MIR), Pre final Fest, Roma (2009].

## Radio
- Letture per Il terzo anello, Radio 3 (2000-oggi)
- Se questo è un uomo, di Primo Levi, Adelchi Battista (2004)
- I Mandarini di Simone de Beauvoir, Anna Antonelli (2005)
- Piccole donne di L.May Alcott, Anna Antonelli (2006)
- Canne al vento di Grazia Deledda, Anna Antonelli (2007)
- L'agente segreto di Joseph Conrad, Anna Antoneli (2008)
- L'isola sotto il mare di Isabel Allende, Emons-Feltrinelli, 2010
- La casa degli spiriti di Isabel Allende, Emons-Feltrinelli, 2010

## Doppiaggio

### Cinema
- Sarah Polley in La mia vita senza me
- Charlotte Gainsbourg in Antichrist
- Mia Kirshner in Black Dahlia
- Clea DuVall in Tredici variazioni sul tema
- Leonor Watling in Lezione ventuno
- Cassandra Magrath in Wolf Creek
- Katarina Čas in Un poliziotto da happy hour
- Emmanuelle Devos in La donna di Gilles
- Leonor Baldaque in Il principio dell'incertezza
- Javiera Bravo in Piccole storie
- Orla Fitzgerald in Il vento che accarezza l'erba
- Guilied Lopez in Maria Full of Grace
- Tamara Acosta in Machuca
- Lubna Azabal in Lontano
- Anne Loiret in La piccola Lola
- Julie Bernard in Niente da dichiarare?
- Mélissa Désormeaux-Poulin in La donna che canta
- Naidra Ayadi in Polisse
- Dolores Fonzi in El campo
- Veerle Baetens in Alabama Monroe - Una storia d'amore
- Arta Dobroshi in Il matrimonio di Lorna
- Jun Ichikawa in Cantando dietro i paraventi
- Zhang Jingchu in Something Good

## Doppiatrici italiane
- Carolina Zaccarini in Rosaline